# Antigonia

Mapa con la ubicación aproximada de algunas de las principales ciudades del antiguo Epiro donde se aprecia la situación de Antigonia, al norte, en el interior.

Antigonea (en griego: Αντιγόνεια), también transliterado como Antigonia y Antigoneia, fue una ciudad de la antigua región de Caonia.  Pirro de Epiro, su fundador, la llamó así en honor a una de sus mujeres, Antígona, hija de Berenice I de Egipto. 
Sus ruinas están localizadas justo al sur de la población de Saraqinisht, en el término municipal de Antigonë, Distrito de Gjirokastër, Albania. Ahora la zona ha sido declarada Parque Arqueológico Nacional por el Gobierno de Albania. Las ruinas son accesibles desde Gjirokastër en coche o por caminos.
El Parque Arqueológico es conocido por organizar anualmente desde 2007 el Festival de los Ritos Paganos y de los Juegos Populares (en albanés: Festivali Riteve Pagane dhe Lojnave Popullore).